# Jan Dekert (prezydent Warszawy)
Jan Dekert (ur. 1738 w Bledzewie, zm. 4 października 1790 w Warszawie) – prezydent miasta Warszawy, działacz mieszczański, kupiec, członek Kompanii Manufaktur Uprzywilejowanej w 1770 roku.

## Życiorys
Był majętnym kupcem. Początkowo prowadził sklep sukienniczy. W kwietniu 1766 zawiązał z magnatami kompanię manufaktur wełnianych. Od 1769 był ławnikiem warszawskim. W 1776 wraz z Piotrem Blankiem i Jędrzejem Rafałowiczem wziął w dzierżawę od Komisji Skarbu Koronnego monopol tabaczny. W 1786 za 80 000 zł wydzierżawił na 6 lat teatr warszawski. Zbił fortunę na spekulacjach na dostawach dla wojska rosyjskiego. Konstytucja sejmowa 1775 przyznała mu prawo do zakupu dóbr ziemskich, z czego chętnie skorzystał, lokując część majątku w nieruchomościach. Był rzecznikiem interesów miast polskich - walczył o rozszerzenie praw publicznych dla mieszczan, stał się obrońcą spraw miejskich. Szczególnie ostro wystąpił przeciwko Żydom, w grudniu 1788 zredagował memoriał do Sejmu Czteroletniego, w którym domagał się niedopuszczania starozakonnych do handlu. Od 23 lutego 1789 sprawował urząd prezydenta Warszawy. 
27 listopada 1789 w Warszawie zorganizował spotkanie przedstawicieli 141 miast królewskich Rzeczypospolitej, którzy podpisali memoriał do króla, domagający się przyznania praw publicznych mieszczaństwu. 2 grudnia 1789 na czele czarnej procesji delegatów miejskich wręczył to pismo monarsze. Sejm wyznaczył 18 grudnia specjalną deputację do miast królewskich, do której wszedł Dekert jako przedstawiciel miejski. Za te działania Jan Dekert znalazł się na słynnym obrazie Jana Matejki „Konstytucja 3 Maja 1791” (stoi z lewej strony obrazu ubrany w czarny kaftan i białą perukę). 
20 lutego 1790 zrzekł się urzędu, jednak 22 lutego tego roku wybrano go ponownie na prezydenta stolicy. Uzyskał wówczas „obwołanie” marszałkowskie, nakazujące rugi Żydów z Warszawy. Ci jednak wypędzeni, po miesiącu wrócili do miasta. 16 maja 1790 mieszczaństwo urządziło im pogrom. 
Na skutek długoletniej działalności politycznej jego osobisty majątek w wyniku licznych zaniedbań popadł w ruinę. Dekert nie doczekał się przyznania rozszerzonych praw miejskich, co nastąpiło 18 kwietnia 1791. 
Został pochowany w katedrze św. Jana w grobowcu radnych miejskich.

## Rodzina
Jego synem (z drugiego małżeństwa z Antoniną z Blikowskich) był biskup warszawski Jan Dekert.